# Einar Åberg
Einar Gustaf Vilhelm Åberg (geboren 20. April 1890 in Göteborg; gestorben 6. Oktober 1970 in Norrviken, Gemeinde Sollentuna) war ein schwedischer rechtsradikaler politischer Aktivist und Antisemit.

## Leben
Einar Åberg arbeitete als Journalist und Buchhändler. Nach eigenen Angaben machte ihn die Lektüre des Buches Protokolle der Weisen von Zion im Jahr 1922 zum Antisemiten. Er begann Flugblätter und Flugschriften antisemitischen Inhalts zu verfassen, zu drucken und zu verteilen. Zwischen 1931 und 1935 publizierte er gemeinsam mit Carl-Ernfrid Carlberg, 1934/35 schrieb er im Magazin Nationen von Elof Eriksson. Er war in verschiedenen rechtsextremen Gruppierungen aktiv, ohne Mitglied zu werden, und hatte breite internationale Kontakte zu Faschisten und Antisemiten.
Seit 1941 betrieb er in Stockholm einen Buchladen für antisemitische und nationalsozialistische Literatur. Im November 1941 gründete er den Sveriges antijudiska kampförbund (Antijüdischer Kampfbund).
Åberg wurde in Schweden oftmals wegen antisemitischer Hetze zu Geldstrafen verurteilt. 1956 wurde in Schweden ein Gesetz gegen Rassenhass erlassen, und Åberg war der erste, der nach diesem Gesetz zu einer dreimonatigen Gefängnisstrafe verurteilt wurde. Unter seinen Anhängern, die 1990 einen Einar Åbergs Minnesfond (Erinnerungsfond) gründeten, wird er deshalb als Märtyrer verehrt. Er gilt als Begründer der Holocaustleugnung in Schweden nach 1945.

## Schriften (Auswahl)
- Fakta bakom åtalen och domarna mot Einar Åberg 1946–1956. Einar Åberg, Uddevalla 1956.